# Georges Braque

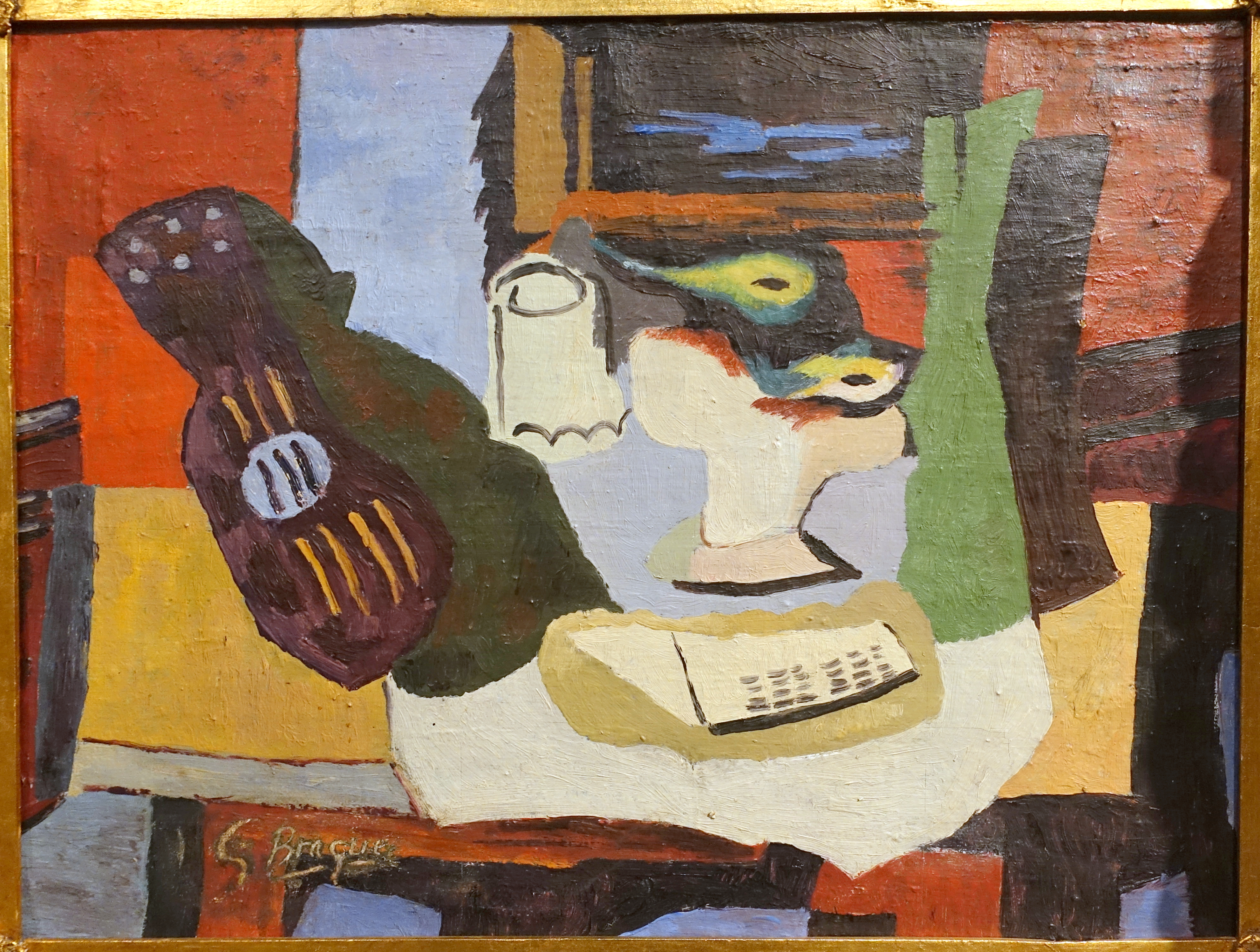
Zátiší od Georgese Braque, 1926, olej na plátně

Georges Braque (13. května 1882, Argenteuil – 31. srpna 1963, Paříž) byl francouzský malíř a sochař. Společně s Pablem Picassem patří mezi zakladatele kubismu. Stal se jednou z největších osobností umění 20. století.

## Mládí
Georges Braque se narodil v Argenteuil ve Francii. Vyrostl v Le Havre a učil se na malíře pokojů, stejně tak jako jeho otec a dědeček, k tomu ale také po večerech mezi lety 1897 a 1899 studoval malířství ve škole École des Beaux-Arts) v Le Havre.
Roku 1900 se vydal do Paříže, kde se vyučil u malíře dekorací. Mezi lety 1902 a 1904 navštěvoval Académie Humbert v Paříži, kde se seznámil s Marií Laurencinovou a Francisem Picabiou, díky nimž později poznal fauvisty.

## Fauvismus
Jeho raná díla byla impresionistická, ale poté, co v roce 1905 uviděl díla fauvistů, změnil styl a začal malovat ve fauvistickém stylu. Fauvisté, skupina, ve které byli kromě dalších i Henri Matisse a André Derain, používali jasné barvy a uvolněné tvary, aby tak vytvořili co nejemocionálnější dojem. Braque velice úzce spolupracoval se svými krajany Raoulem Dufym a Othonem Frieszem na vytvoření fauvistického stylu, který měl být umírněnější.

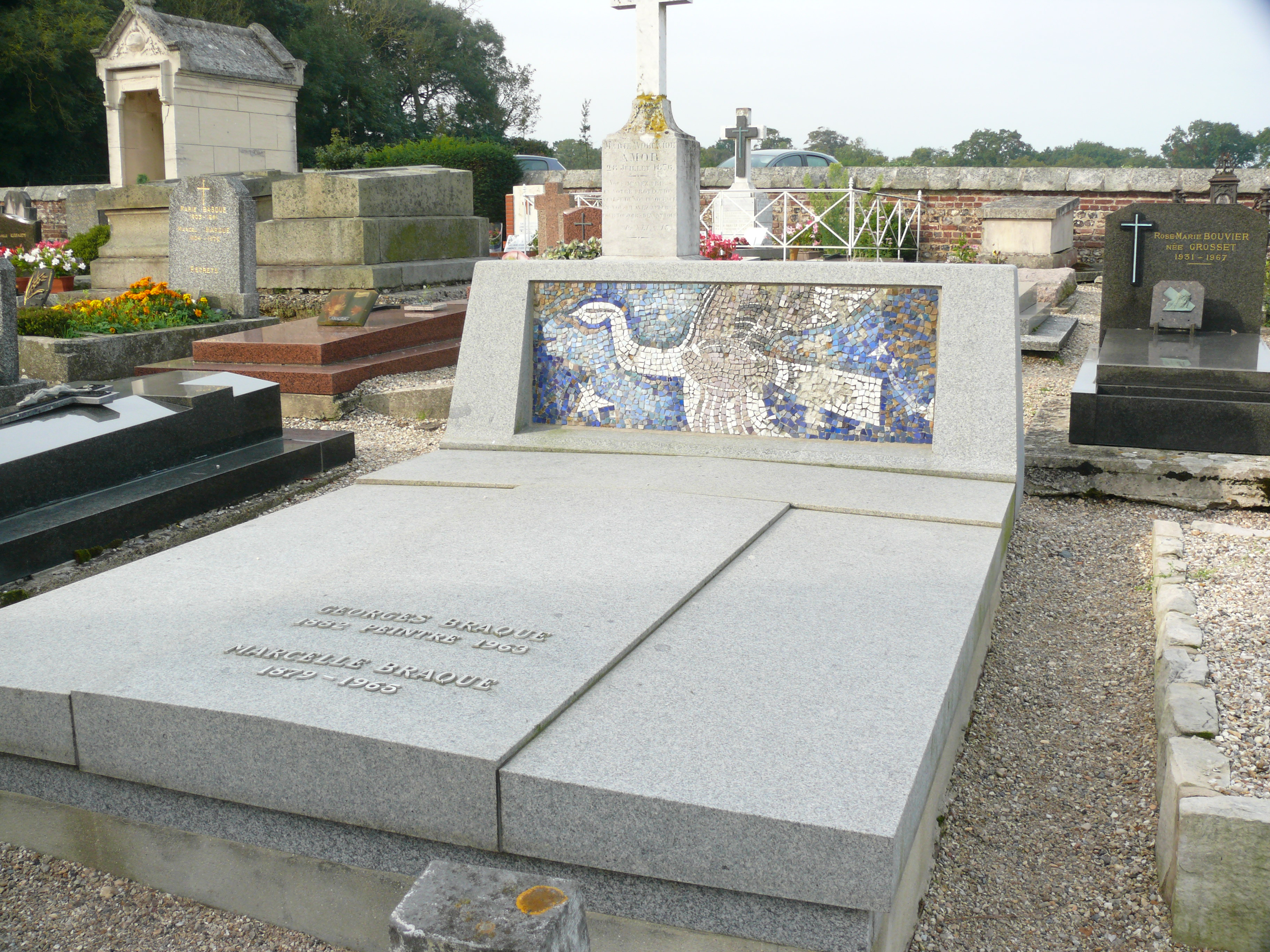
Jeho hrob na hřbitově Marin v obci Varengeville-sur-Mer

V roce 1907 Braque úspěšně vystavil svá fauvistická díla v Salon des Indépendants (Salónu nezávislých), jeho první samostatná výstava byla roku 1908 v galerii Daniela-Henryho Kahnweilera. V té době začala jeho styl ovlivňovat tvorba Paula Cézanna, který zemřel roku 1906 a jehož obrazy byly vystavovány na mnoha místech v Paříži.

## Kubismus
Mezi lety 1908 a 1913 se začal na Braquových obrazech odrážet jeho zájem o geometrii a perspektivu. Zkoumal účinky světla a perspektivy a také se zajímal o prostředky, pomocí kterých je možné světlo a perspektivu zobrazit. Při svých zkoumáních zpochybňoval i ty nejustálenější malířské postupy. Například v obrazech, které zobrazovaly pohled na vesnici, často zredukoval architekturu na tvary, které se podobaly kostce; ta byla vystínovaná tak, že zobrazené vypadalo zároveň ploše i prostorově. Braque tak ukázal na samotné základy optické iluze a uměleckého zobrazení.
Od roku 1909 Braque pracoval s Pablem Picassem, který k malování přistupoval podobně. Oba v té době malovali obrazy s neutrálními barvami a složitými vzory z geometrických tvarů, dnes se tento směr nazývá analytický kubismus. Mezi lety 1910 a 1912 si byly jejich styly velice podobné. Díla z tohoto období jsou vyvedena v tlumených zelených, šedivých, žlutých a hnědých barvách, objekty na nich jsou rozložené, jakoby je divák sledoval z více pohledů. V roce 1912 začali experimentovat s koláží a tzv. papier collé (technika, kdy malíř nalepuje do obrazu papír nebo látku stejně jako v koláži, s tím rozdílem, že u papier collé nalepené kusy samy představují určité objekty). Jejich spolupráce skončila roku 1914, kdy byl Braque odveden do francouzské armády a odjel z Paříže na frontu.

## Pozdní dílo
Braque byl ve válce vážně zraněn a k malování se vrátil až roku 1917, kdy se také spřátelil s kubistickým malířem Juanem Grisem. Jeho styl se změnil: odvrátil se od abstraktnějšího kubismu, vyvinul se u něj osobitý styl, který je volnější a méně schematický, jsou pro něj charakteristické jasné barvy a texturované povrchy. V roce 1922 vystavoval na Salon d'automne v Paříži. Ke konci 20. let se vrátil k realističtějšímu zobrazení přírody, i když některé aspekty kubismu v jeho díle přetrvaly. Mezi lety 1930 a 1931 se přestěhoval na pobřeží do Normandie a v jeho tvorbě se objevují pláže, postavy atd. Jeho první významná retrospektivní výstava se konala v roce 1933 v Basileji. Během druhé světové války byl v Paříži, namaloval mnoho zátiší, věnoval se i litografii, rytině a skulptuře. Po roce 1945 v jeho díle dominují ptáci a v 50. letech se vrací k jasným barvám.
Pracoval až do konce svého života. Vytvořil velké množství vynikajících maleb, grafik a skulptur. Zemřel 31. srpna 1963 v Paříži. Pochován je na hřbitově Cimetière marin de Varengeville-sur-Mer v departementu Seine-Maritime.